# ويليام دبليو. براندون
ويليام دبليو. براندون (بالإنجليزية: William W. Brandon)‏ هو محامي وقاضي وسياسي أمريكي، ولد في 5 يونيو 1868 في تالاديغا في الولايات المتحدة، وتوفي في 7 ديسمبر 1934 في توسكالوسا في الولايات المتحدة. نشط حزبياً في الحزب الديمقراطي. وقد انتخب حاكم ألاباما ‏ (15 يناير 1923 – 17 يناير 1927).